# Escom United Football Club
L'Escom United Football Club è una società calcistica con sede a Blantyre in Malawi.
Milita nella Malawi Second League, la seconda divisione del campionato malawiano di calcio.

## Stadio
Il club gioca le gare casalinghe al Kamuzu Stadium che ha una capacità di 65.000 posti a sedere.

## Palmarès

### Competizioni nazionali
- Campionato malawiano: 2

2007, 2010-2011

### Altri piazzamenti
- Campionato malawiano:

Secondo posto: 2009-2010, 2011-2012

## Partecipazioni a competizioni CAF
- CAF Champions League:2007